# Griesmeier (Babensham)
Griesmeier ist ein Gemeindeteil der Gemeinde Babensham im Landkreis Rosenheim.

## Geographie
Das Dorf liegt an der Staatsstraße 2092 zwischen Babensham und Unterreit auf der Gemarkung Schambach. Im Gewerbegebiet gibt es ein Sägewerk und einen Landmaschinenhändler.

## Geschichte
Das Wort Griesmeier kommt vom „Kies“ (bairisch: Gries), da der Untergrund hauptsächlich aus Kies besteht. So wurde aus dem ersten Bauern, der dort wohnte, der „Griesmeier“. Seitdem trägt die Ortschaft diesen Namen.